# Tanx (album)
Pour les articles homonymes, voir Tanx.
Albums de T. Rex
The Slider
(1972) Zinc Alloy and the Hidden Riders of Tomorrow
(1974)
Tanx est le huitième album du groupe de rock T. Rex, sorti en 1973.

## Titres
Toutes les chansons sont écrites et composées par Marc Bolan.
| 1. | Tenement Lady                     | 2:55 |
| 2. | Rapids                            | 2:48 |
| 3. | Mister Mister                     | 3:29 |
| 4. | Broken Hearted Blues              | 2:02 |
| 5. | Shock Rock                        | 1:43 |
| 6. | Country Honey                     | 1:47 |
| 7. | Electric Slim and the Factory Hen | 3:03 |

| 8.  | Mad Donna                          | 2:16 |
| 9.  | Born to Boogie                     | 2:04 |
| 10. | Life Is Strange                    | 2:30 |
| 11. | The Street and Babe Shadow         | 2:18 |
| 12. | Highway Knees                      | 2:34 |
| 13. | Left Hand Luke and the Beggar Boys | 5:18 |

## Musiciens
- Marc Bolan : chant, guitare
- Steve Currie : basse
- Mickey Finn : percussions, chœurs
- Bill Legend : batterie
- Tony Visconti : mellotron, arrangements des cordes, chœurs
- Howard Casey (en) : saxophone